# Fojnica
För andra betydelser, se Fojnica (olika betydelser).
Fojnica är en ort i Bosnien och Hercegovina med 16 227 invånare (1991).
Fojnica ligger i centrala Bosnien och Hercegovina, väster om Kiseljak och huvudstaden Sarajevo. Det ligger Fojničkaflodens dalgång. I Fojnica finns ett av de mest berömda spaanläggningarna i östra Europa.
Administrativt är Fojnica en del av kantonen Centrala Bosnien i federationen Bosnien och Hercegovina.
I Bosnien och Hercegovina finns även en by med namnet Fojnica, som ligger vid Bosnafloden, mellan städerna Maglaj och Zavidovići.